# Juan Zabala
Juan Camilo Zabala Murillo (Sincelejo, 3 de julio de 1999) es un beisbolista colombiano que juega como receptor en la organización de Los Angeles Dodgers para las Ligas Menores de Béisbol.

## Carrera en Ligas Menores
El 4 de junio de 2016 inició su carrera en menores con Los Angeles Dodgers para el DSL Dodgers en la Dominican Summer League disputó 28 juegos, anotando 9 carreras, 17 hits, 3 dobles, 10 carreras impulsadas y 5 bases robadas, continuó en la temporada de 2017 con un total de 51 juegos anotando 31 carreras, 39 hits, 7 dobles, 2 triples, 11 carreras impulsadas y 6 robos de base para un promedio de bateo .242 AVG. En 2018 pasó al AZL Dodgers en la Arizona League donde jugó 24 partidos con registro de 7 carreras, 10 hits, 2 dobles y 5 carreras impulsadas.

## Copa Mundial Sub-23
En 2018 disputó siete juegos con la Selección de béisbol de Colombia donde anotó 6 carreras, 10 hits, 2 dobles, 1 triple, 1 jonrón y 7 carreras impulsadas para un promedio de bateo de .417 AVG.

## Logros
- Campeonato Panamericano de Béisbol Sub-10:
  -  Medalla de bronce: 2009